# Magdalen College (Oxford)
El Magdalen College /ˈmɔːdlɨn/ es uno de los colleges que constituyen la Universidad de Oxford en el Reino Unido. En 2006 tuvo un presupuesto estimado en 153 millones de libras esterlinas.
El Magdalen College fue fundado como Magdalen Hall en 1448 por William de Waynflete, Obispo de Winchester. Se convirtió en Magdalene College en 1458. Los estatutos de la fundación incluían provisiones para una fundación coral de hombres y chicos (una tradición que se mantiene hoy en día).
Visto por algunos como el más bonito entre los colleges de Oxford o Cambridge, el Magdalen es uno de los más visitados. Se levanta al lado del río Cherwell y dentro de sus terrenos hay un parque con ciervos y el Addison’s Walk (camino de Addison). La Magdalen College School también se encuentra cerca. La gran Torre Magdalen es uno de los edificios más famosos de Oxford, y es una tradición que el coro del college cante desde arriba de la torre la Mañana de Mayo. El actual presidente del college, el profesor David Clary, fue anteriormente profesor y jefe de departamento en el Magdalene College, Cambridge.

## Los terrenos

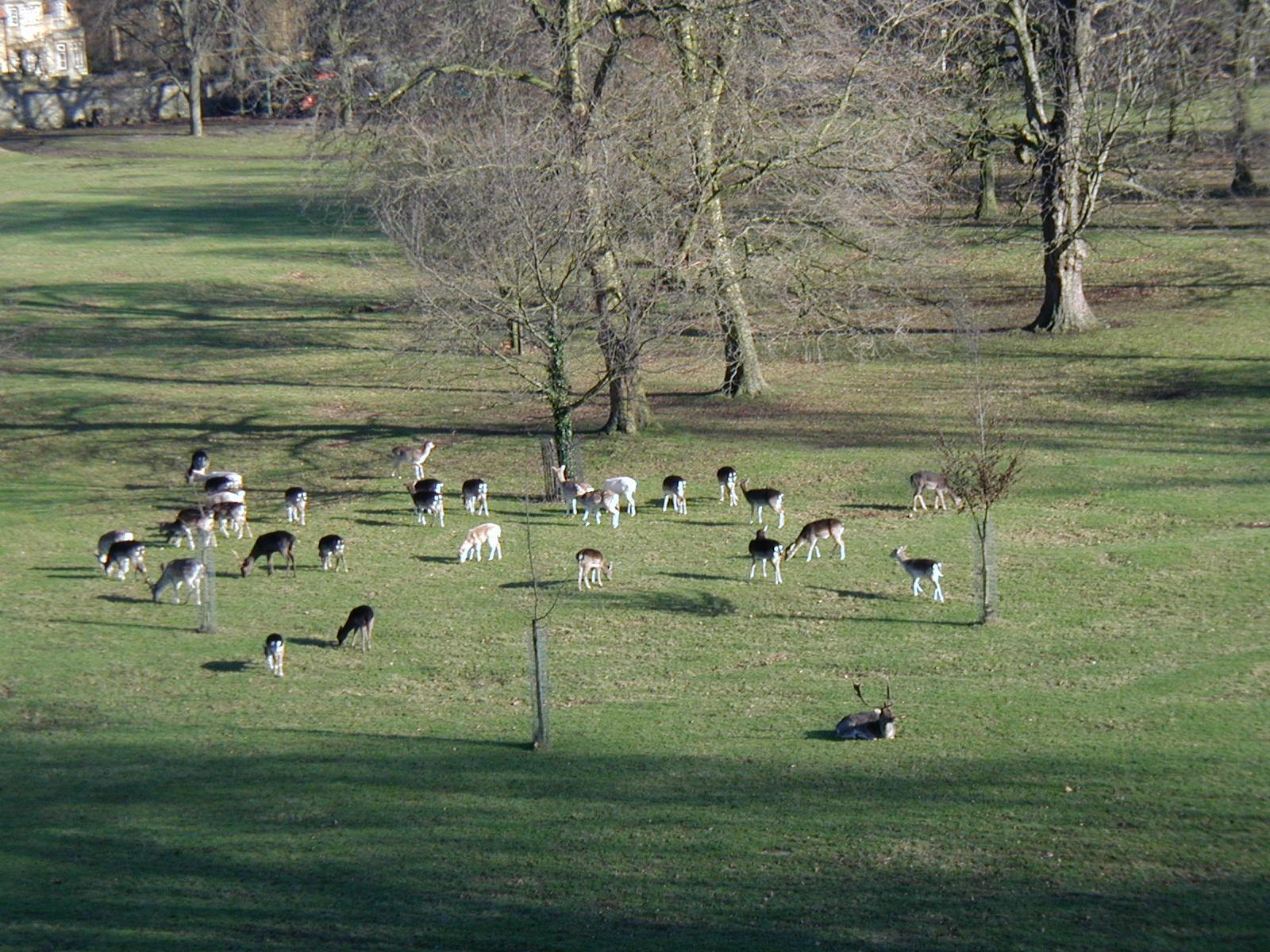
El Grove y los ciervos.

El college tiene unos terrenos muy grandes, cerca del centro de la ciudad. Se extienden al norte y al este del college, y la mayor parte está limitada por Longwall Street, High Street, y St Clement’s Street.

### El Grove (Parque de los ciervos)
Esta gran pradera ocupa la mayor parte del noroeste de los terrenos del college, desde los nuevos edificios y Patio Grove hasta Hollywell Ford. Durante el invierno y la primavera, se puede ver allí a un rebaño de ciervos. Es posible ver la pradera (y también los ciervos) desde el camino que hay entre los Nuevos Edificios y el Patio Grove, y también desde la arcada de los Nuevos Edificios.
En el siglo XVI, mucho antes de que se introdujeran los ciervos, el grove consistía en unos jardines, charcas, y jardines vallados. Durante la Guerra Civil, fue usado para guardar un regimiento de soldados. 

### La pradera (rodeada por Addison’s Walk)

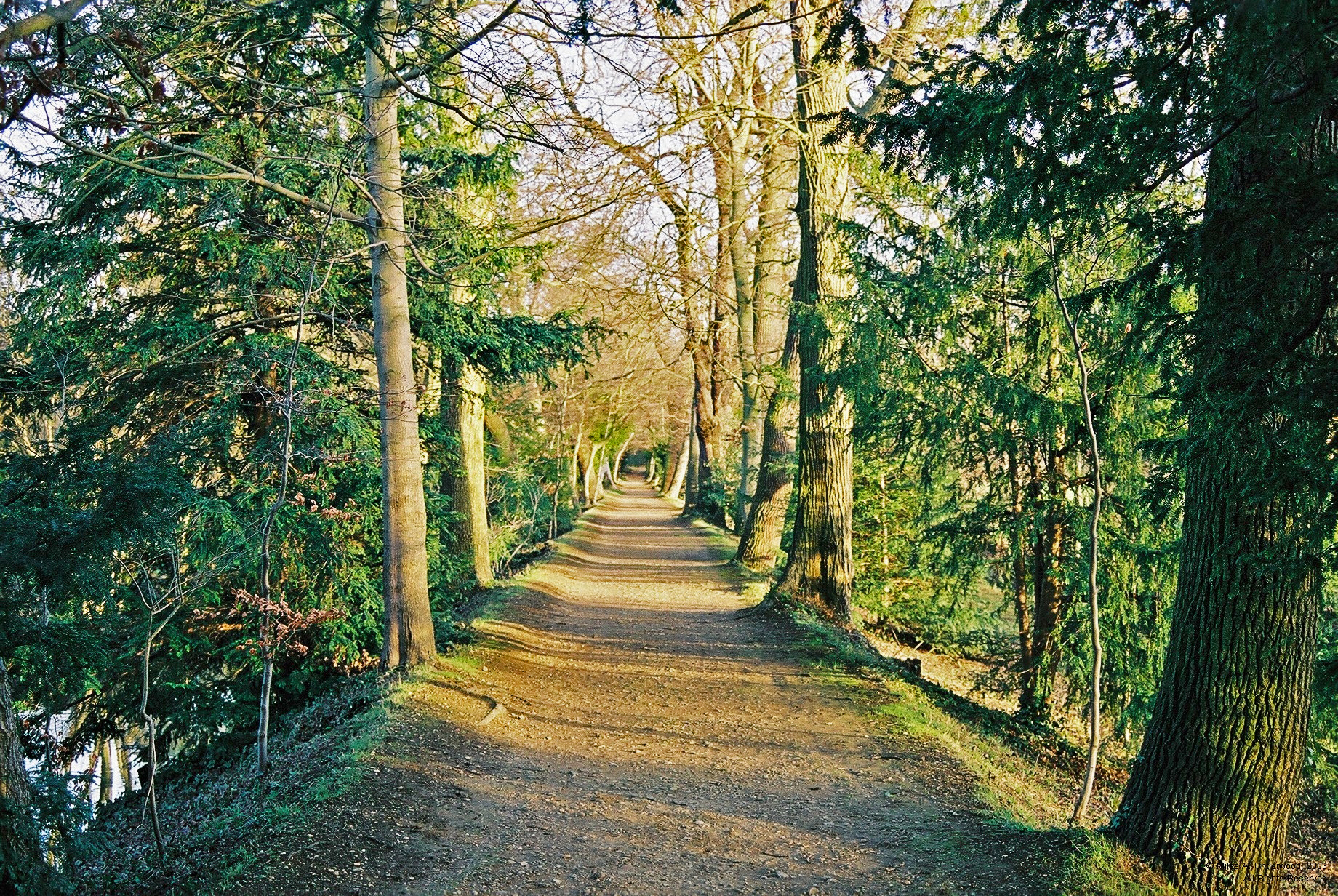
El Addison's Walk en otoño.

Esta pradera triangular se encuentra al este del college, y está rodeada por todos sus lados por el río Cherwell. En primavera, está llena de Fritillaria Meleagris (comúnmente conocida como Fritillaria meleagris), que da a la pradera un atractivo color entre verde y púrpura. Estas flores crecen en pocos sitios, y han estado creciendo en esta pradera desde alrededor de 1785. Una vez que la floración ha terminado los ciervos se mudan para pasar el verano y el otoño. En inviernos húmedos, parte o toda la pradera se inunda, ya que la pradera está más baja que los caminos que la rodean. Todo lo que hay alrededor de la pradera es un camino arbolado, llamado Addison’s Walk. Es un hermoso y tranquilo paseo, frecuentado por igual por estudiantes y visitantes durante la parte más calurosa del verano. Sin embargo, el paseo sufre de malos olores debido a la putrefacción del río.

## Los edificios

Fachada exterior del Magdalen College

La Gran Torre fue construida entre 1492 y 1509, y forma parte del impresionante paisaje de la ciudad. El comedor y la capilla fueron construidas en la misma época, aunque ambas han sido retocadas en los años siguientes.
El Claustro o Patio Principal fue construido entre 1474 y 1480 y ha sido modificado muchas veces desde entonces. En 1822, el lado norte se encontraba en mal estado, y fue derribado mientras que la mayoría de los profesores y miembros estaban fuera (sólo un pequeño grupo de miembros del college estaba a favor de demolerlo). Fue reconstruido poco después. A principios de la década de 1900, se llevaron a cabo diferentes reformas, y se le devolvió a un aspecto más medieval. Las habitaciones de los estudiantes fueron instaladas en el espacio del tejado en la década de 1980, y son algunas de las habitaciones más solicitadas del college.
El Nuevo Edificio fue construido en un gran césped al norte del Patio Principal en 1733. Su gran amplitud se debe a las intenciones de los constructores de crear un nuevo patio por completo, pero solo se terminó uno de los lados. C. S. Lewis tuvo su dormitorio en este edificio.
El college tiene otros cuatro patios. El patio irregular de St John’s es primero que uno se encuentra al entrar en el college, e incluye el Púlpito Exterior y el antiguo Grammar Hall. Está conectado con el Gran Patio gracias a la torre gótica perpendicular del fundador, que está ricamente decorado con esculturas y pináculos y tiene grabados a los directores en su cúpula.

## Alumnos famosos
| - Donald Adamson - John Mark Ainsley - James Richard Atkin - Matthew D'Ancona - Kenneth Baker - Julian Barnes - Eric Berthoud - John Betjeman - Al-Muhtadee Billah - Hugh Boulter - Ashley Bramall - Stephen Breyer - Peter Brook - Nicholas Browne-Wilkinson - Harry Christophers - Wesley Clark - Norman Davies - Gideon Defoe - Michael Denison - Alfred Denning - Christopher Derrick - George Digby - Lord Alfred Douglas - Ronald Dworkin - Fernanda Eberstadt - John Carew Eccles - Eduardo VIII (asistió a clases mientras era Príncipe de Gales; no se graduó) - Gareth Evans - James Fenton - Howard Walter Florey - John Florio - Martha Lane Fox - Malcolm Fraser - J. Paul Getty - Edward Gibbon - Ben Goldacre - Anthony Grayling - William Hague - Matthew Hale - Robert Hardy - John Hemming - Giles Henderson - Ian Hislop - Thomas Hobbes - Alan Hollinghurst | - Albert Hourani - Charles Bousfield Huleatt - Brian Inglis - Benedikt Isserlin - Michael Jay - Keith Joseph - Michael Kinsley - Nicholas D. Kristof - T. E. Lawrence - John Lyly - Terrence Malick - Peter Medawar - Katie Mitchell - Dudley Moore - Vinícius de Moraes - Desmond Morris - Douglas Murray - Henry Phillpotts - Stephen Potts - Hormuzd Rassam - John Redwood - Robert Robinson - James Edwin Thorold Rogers - Henry Sacheverell - Duncan Sandys - John Scarlett - Erwin Schrödinger - Charles Scott Sherrington - John Sergeant - Sion Simon - David Souter - Jon Stallworthy - Andrew Sullivan - Louis Theroux - Gerald Thesiger - Prince Tomohito of Mikasa - John Turner, primer ministro de Canadá. - William Tyndale - Rey Jigme Khesar Namgyel Wangchuck de Bután. - James Whitbourn - Thomas William Webb - Oscar Wilde - Lord Frederick Windsor - Thomas Wolsey - Anna Popplewell |

## Profesores y académicos
| - Joseph Addison - John L. Austin - E. H. H. Green - Adam Fox - Erwin Schrödinger - John Fuller (poet) - Robert Gunther - Seamus Heaney - George Horne - Denis Judd | - C. S. Lewis - K. B. McFarlane - Martin Joseph Routh - Professor John Stein - A.J.P. Taylor - Oliver Taplin - Felipe Fernández-Armesto - Timothy Ware - Laurence Dreyfus |

## Antiguos miembros y miembros del Parlamento
- Dominic Grieve
- William Hague
- John Hemming
- Chris Huhne
- Jeremy Hunt
- John Hutton
- Edward O'Hara
- George Osborne
- John Redwood
- Sion Simon